# Famille Copin de Miribel
La famille Copin de Miribel, originaire du Dauphiné, a été anoblie par une charge au Parlement de Grenoble au XVIIe siècle. Elle fait partie de la noblesse française subsistante.
Elle ne doit pas être confondue avec l'ancienne famille de Miribel (Miribel (Drôme)).

## Héraldique
| Famille Copin de Miribel | Les armes de la famille Copin de Miribel se blasonnent ainsi : "D'azur au chevron engrélé d'argent, accompagné de trois besants de même ; au chef d'argent, chargé d'un lion léopardé de sable, armé, paré, lampassé et allumé de gueules. Ces armes sont celles d'Honoré du Bonnet, conseiller au parlement, fondue dans celle-ci,. |

## Histoire
Ennemond Copin est un avocat au Parlement de Grenoble anobli par lettres patentes du roi Louis XIV, au cours du mois de janvier 1652,. Cependant cette charge est révoquée avec d'autres en 1664,. En 1692, Ennemond Copin du Bonnet, petit-fils du précédent et conseilleur au même Parlement, obtient une régularisation de la situation et l'anoblissement de sa famille,.
Le seigneur François Copin de Commiers, conseiller au parlement, épouse Anne de Roux-Deagent, dame de Miribel-l'Enchâtre.
Cette famille a été admise à l'ANF en 1954.

## Personnalités
- Artus de Miribel (1785-1853), maire de Grenoble.
- Joseph de Miribel (1831-1893), fils du précédent[5], général de division (1880), chef d’état-major général de l’armée (1877-1879, 1881-1882, 1890-1893), grand officier de la Légion d'honneur (1889)[6], résidant de la Société d'anciens élèves de Polytechnique (1890)[7].
- Marie de Miribel (1872-1959), infirmière, résistante, fondatrice d'œuvres ;
- Élisabeth de Miribel (1914-2005), secrétaire du général de Gaulle, diplomate et écrivain.

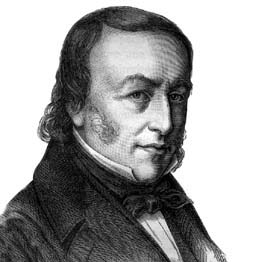
Artus Copin de Miribel.
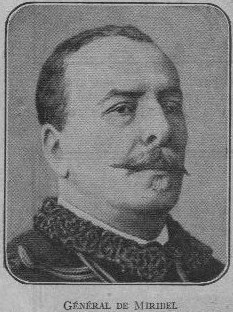
Général Joseph Copin de Miribel.
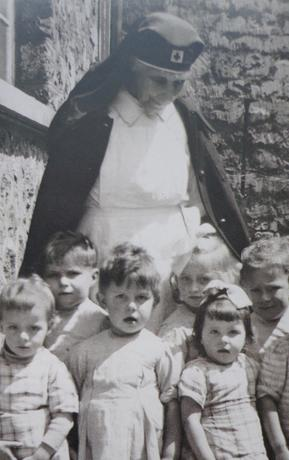
Marie Copin de Miribel.

## Postérité

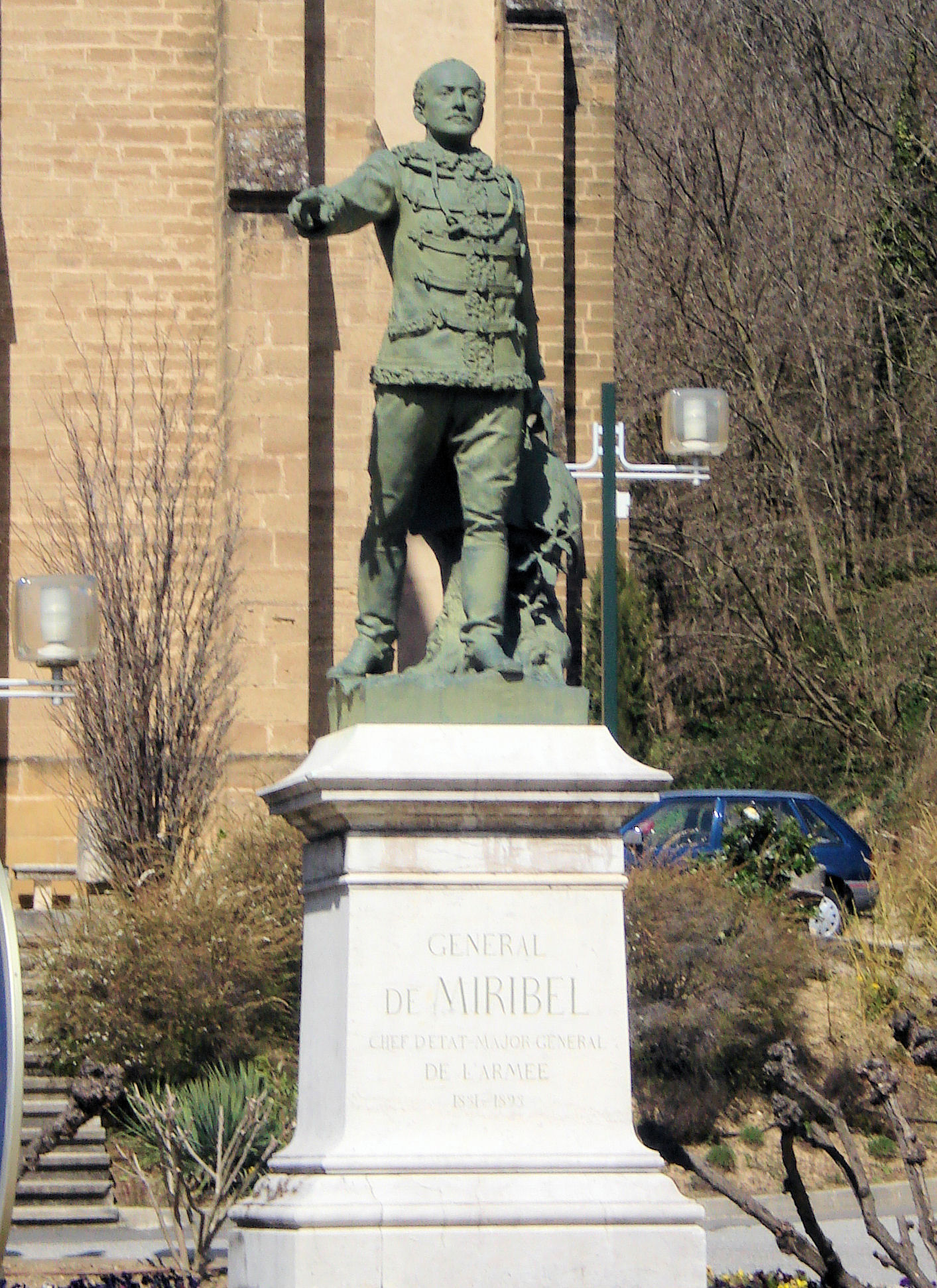
Statue du général de Miribel à Hauterives dans la Drôme.

- La ville de Grenoble possède une rue de Miribel, dédiée au général Joseph de Miribel, fils d'Artus de Miribel, maire de Grenoble au XIXe siècle[8].
- Une statue du général de Miribel, située à Hauterives, dans la Drôme[9].